# سامانه

سیستم‌های باز دارای جریان‌های ورودی و خروجی هستند که مبادلات ماده، انرژی یا اطلاعات را با محیط اطراف خود نشان می‌دهند.

راژمان، نظام یا سامانه یا سیستم (به انگلیسی: System) مجموعه یا گروهی از عناصر (elements) متعامل یا وابسته به هم است که یک کل واحد را تشکیل می‌دهند. معنی واژه‌شناسی سیستم ماهیت اشیا یا شخص است. هر سیستم یا سامانه معمولاً دارای یک مرکز بنیادی است (در سیستم ساختمان به عنوان مثال فونداسیون ساختمان مرکز بنیادی سیستم ساختمان است).

## تعریف و واژه‌شناسی
اصطلاح «سیستم» ریشه در واژهٔ یونانی syst¯ema دارد که به معنی «باهم جای دادن» است. سیستم، مجموعه‌ای است از عناصر به هم مرتبط که برای نیل به هدف مشترک با هم در تعامل هستند. در زبان فارسی واژهٔ سیستم به دلیل کثرت استفاده، متداول شده‌است. واژه‌های سامانه و نظام برابرهای فارسی متداول برای واژهٔ سیستم هستند. منظومه یا دستگاه هم گفته شده‌است؛ مانند: سامانهٔ خورشیدی - Solar system، و دستگاه معادلات خطّی - System of linear equations
سامان یا سامانه هم‌چیده‌ای است از عناصر هم‌پیوسته که یک تمامیّت یگانه را تشکیل می‌دهند. چنین ترکیب و هم‌چیده‌ای معمولاً مجموعه‌ای سامان‌مند و منظّم را درست می‌کند و به همین رو به آن سامانه می‌گویند که از واژهٔ پارسی سامان به معنی نظم و ترتیب گرفته شده‌است.
به بخشی از یک سامانه که خود جزئی از یک سامانهٔ دیگر باشد زیرسامانه می‌گویند.
یک سامانه معمولاً در برگیرندهٔ بخش‌ها و عناصری است که به هم پیوسته شده‌اند تا جریان و روند داده‌ها، ماده یا انرژی را آسان‌تر سازند. یک سامانه معمولاً واحدهایی دارای برهم کنش دارد که برای آن‌ها می‌توان الگوهای ریاضی تشکیل داد.